# Línea de Torres Novas a Alcanena
La Línea de Torres Novas a Alcanena, popularmente conocida como Rata Cega o Comboio Menino, fue una conexión ferroviaria entre la Estación de Riachos-Torres Novas-Golegã, en la Línea del Norte, y la localidad de Alcanena, en Portugal. El primer tramo, entre Arroyos y Alcanena, abrió el 16 de mayo de 1889, siendo la línea totalmente inaugurada el 1 de febrero de 1893. El tráfico fue suspenso  el 30 de  junio del mismo año.

## Características

### Vía y trazado
La vía, de ancho estrecho, estaba casi totalmente asentada sobre ruta, apenas teniendo algunos desvíos en plataforma propia, principalmente para evitar los terraplenes y otras dificultades en las rutas; la línea totalizaba 21,500 kilómetros. En la instalación de los carriles, fueron aprovechadas la Ruta Distrital 70, y la Ruta Municipal de Torres Novas.
Se iniciaba junto a la Estación de Riachos-Torres Novas-Golegã, pasaba por Arroyos, donde tenía un apeadero, atravesaba el Río Almonda en un puente, y entraba en la ciudad de Torres Novas. Recorría esta localidad hasta llegar a la Calle de las Freiras, donde tenía la estación, y continuaba por la Calle del Teatro hasta el paso del Vasconcellos, descendendo, enseguida, por las Calles de la Portela y de São Pedro. En la zona de Samão, tenía un apeadero, que daba acceso a una importante fábrica de tejidos, y seguía por la ruta hasta el sitio de Senhora da Vitória, donde se hizo un desvío en lecho propio para facilitar el acceso al Alto de Bella Vista, donde fue instalado otro apeadero. Enseguida, pasaba junto a la localidad de Lapas, y tenía un apeadero en Ribeira Branca, que también servía a la localidad de Ribeira Ruiva, y después otro en el Alto de la Ribeira. A partir de este punto, la línea entraba en un lecho propio, para evitar las acentuadas curvas y rampas en aquel tramo de ruta, regresando a la ruta en el sitio de la Corriente de Hierro. Más adelante, había un apeadero para servir a la población de Barreira Alva, y seguía hasta el centro de Zibreira, donde existía otro apeadero, que también servía a las fábricas de tejidos junto al nacimiento del Río Almonda. Pasaba por Videla, donde tenía una parada, que también servía a las localidades de Minde y de Puerto de Mós, y después por Gouxaria, donde tenía otra parada. Después de vencer una acentuada rampa, la vía pasaba por Puente del Peral, y continuaba subiendo hasta llegar a Alcanena, donde circulaba en lecho propio hasta la estación terminal, junto a la avenida.

### Material circulante
El material motor tenía tracción a vapor, y eran utilizadas, entre otro material circulante, vagones de primera clase.

### Servicios
Eran realizados servicios de pasajeros y mercancías, en el sistema de tranvía.

## Historia

### Antecedentes
La modalidad ferroviaria de la circulación en vías asentadas sobre ruta, fue, a lo largo del siglo XIX, objeto de desconfianza por parte de las altas autoridades de las obras públicas en Portugal, no obstante sus potencialidades y reducidos costes de explotación; hicieron que aparecieran varios obstáculos burocráticos, tompoco se emitían los despachos relativos a los innumerables requisitos para la instalación de ferrocarriles de este tipo. Esta situación solo comenzó a cambiar a finales del Siglo, principalmente con la entrada del Vizconde de Chanceleiros y de Tomás Ribeiro en el ministerio de obras públicas.

### Planificación, construcción e inauguración
El 17 de marzo de 1887, un decreto autorizó al Barón de Matosinhos a construir esta línea; este empresario formó así la Compañía de Ferrocarriles de Torres Novas a Alcanena, para lo cual traspasó la concesión. Para la construcción de la línea, fue contratada la Compañía Real de los Caminhos de Ferro Portugueses; el abastecimiento del material circulante y las obras metálicas estaban a cargo de la Fabrique Métalurgique Belge, mientras que el ensamblaje de los equipamientos telefónicos fue realizada por el industrial Herman.
En julio de 1888, las obras ya se habían iniciado, siendo instalados, en aquel momento, cerca de 7 kilómetros de vía. Durante la construcción del tramo junto al Apeadero de Alto de la Ribeira, ocurrió un accidente, que mató a nueve trabajadores.
El primer tramo, uniendo Arroyos a Torres Novas, fue inaugurado el 16 de mayo de 1889. El 16 de noviembre de 1892, previéndose que las obras iban a terminar en cerca de una semana. A finales de 1892, fueron dadas órdenes para acelerar las obras, de forma que estuviesen concluidas en enero del año siguiente, como estaba previsto. La línea fue totalmente inaugurada el 1 de febrero de 1893.
Para la ceremonia de inauguración de la línea, en febrero de 1893, fue organizado un servicio especial, para el transporte de invitados, que recorrió toda la línea; al paso del comboi, fue recibido por los habitantes en las estaciones y apeaderos. La ceremonia terminó en Alcanena, siendo acompañada por música de una filarmónica.
Esta fue la primera línea de tranvías a vapor sobre vías asentadas en ruta, en Portugal.

### Extinción
El 30 de junio de 1893, todos los servicios en esta línea fueron suspendidos, previéndose, en julio, que el director de la Compañía, el Barón de Matosinhos, iba a poner la línea a la venta. Una de las razones apuntadas para el fracaso de este ferrocarril fue la crisis financiera de 1890, que tuvo varios efectos nefastos en el transporte ferroviario en Portugal, durante la década siguiente.